# いとうせいこう×みうらじゅん ザツダン!
『いとうせいこう×みうらじゅん ザツダン!』は、文化放送で2016年10月1日から2017年3月25日に放送されたラジオのトーク番組。放送時間は毎週土曜 19:00 - 20:00。

## 概要
同年1月から4回に渡って単発番組として放送した番組を、定時番組として放送を始めるもので、この番組では、知人である2人が台本や進行表無しで、硬軟織り交ぜたトークを繰り広げるもの。
プロ野球開幕に伴う改編のため、2017年4月からは定時番組としての放送を終了させて単発番組の形態に戻ったが、同年5月3日を最後に放送されていない。

## パーソナリティ
- いとうせいこう
- みうらじゅん

## ネット局
| 放送対象地域  | 放送局名          | 放送時間               | 遅れ日数 | 備考 |
| ------------- | ----------------- | ---------------------- | -------- | ---- |
| 関東広域圏    | 文化放送（QR）    | 毎週土曜 19:00 - 19:55 | 制作局   |      |
| 宮崎県        | 宮崎放送（MRT）   | 毎週土曜 21:00 - 22:00 |          |      |
| 山梨県        | 山梨放送（YBS）   | 毎週土曜 22:00 - 23:00 |          |      |
| 富山県        | 北日本放送（KNB） | 毎週日曜 15:00 - 16:00 |          |      |
| 長崎県 佐賀県 | 長崎放送（NBC）   | 毎週月曜 19:30 - 20:30 |          |      |
| 宮城県        | 東北放送（TBC）   | 毎週火曜 21:00 - 22:00 |          |      |

## 関連書籍
2018年1月、2016年1月から2017年5月までに放送されたエピソードから厳選し、書籍としてまとめた『雑談藝』が発売された。